# Tonverwandtschaft
Unter Tonverwandtschaft versteht man in der Musik Beziehungen zwischen Tönen, Akkorden oder Tonarten (bzw. Tonleitern), die sich auf Grund gewisser Kriterien mehr oder weniger nahestehen. Eindeutigkeit ist auf dem Gebiet der Tonverwandtschaften jedoch kaum herzustellen, da unterschiedliche Blickwinkel zu verschiedenen Resultaten führen können.
- Eines der Kriterien für die Verwandtschaft von Akkorden und Tonarten kann die Anzahl der gemeinsamen Töne sein. Paralleltonarten etwa sind sehr eng verwandt, weil sie in allen Tönen übereinstimmen. Die ebenso enge Verwandtschaft von Parallelakkorden gründet sich auf zwei gemeinsame Töne. Als alleiniges Kriterium ist jedoch die Anzahl der gemeinsamen Töne ungeeignet. So haben z. B. sowohl der G-Dur-Dreiklang (g-h-d) als auch der E-Dur-Dreiklang (e-gis-h) mit dem C-Dur-Dreiklang (c-e-g) jeweils einen Ton gemeinsam. Trotzdem ist ihre Verwandtschaft zum C-Dur-Dreiklang keineswegs gleich, da noch andere Aspekte eine Rolle spielen:
  - Der Quintenzirkel illustriert, welche Tonarten quintverwandt sind. Je näher Tonarten oder Akkorde im Quintenzirkel beieinander liegen, desto stärker sind sie verwandt. Beispielsweise ist E-Dur, das im Quintenzirkel vier Schritte (C-G-D-A-E) von C-Dur entfernt ist, diesem wesentlich weniger verwandt ist, als dessen unmittelbarer Nachbar G-Dur.
  - Die Quintverwandtschaft kann in Konflikt zur Terzverwandtschaft geraten, die im 19. Jahrhundert eine zunehmende Rolle spielte. Arnold Schönberg meint: „Der Quintenzirkel drückt bis zu einem gewissen Grade die Verwandtschaft zweier Tonarten aus. Aber nicht durchaus.[…] So haben beispielsweise C-Dur und A-Dur durch A-Moll eine Verwandtschaft, die […] stärker ist als die des C-Dur mit D-Dur.“[1]

Einen ambitionierten Versuch zur Klärung der Tonverwandtschaften unternahm Paul Hindemith in seiner Unterweisung im Tonsatz. Er postulierte mit seiner aus der Obertonreihe hergeleiteten Reihe 1 eine klare Abstufung von Verwandtschaftsgraden, die in Bezug auf das C als Ausgangspunkt folgendermaßen aussieht: C-G-F-A-E-Es-As-D-B-Des-H-Fis(Ges). Aufgrund gewisser Anfechtbarkeiten seines Herleitungsverfahrens fand seine Theorie jedoch keine allgemeine Anerkennung.